# Guerreiros Tricolores
Grêmio Recreativo Escola de Samba Guerreiros Tricolores é uma escola de samba da cidade do Rio de Janeiro, formada por sambistas torcedores do Fluminense.

## Segmentos

### Presidentes
| Nome           | Mandato             | Ref.        |
| -------------- | ------------------- | ----------- |
| Gian Gonçalves | Fundação-atualmente | [ 2 ] [ 3 ] |

### Diretores
| Ano  | Direção de Carnaval | Direção de Harmonia | Mestre de bateria | Ref.  |
| ---- | ------------------- | ------------------- | ----------------- | ----- |
| 2020 | Celso Mendes        | Léo Falcão          | Léo Saleiro       | [ 2 ] |
| 2021 | Vinicius Mozer      | Léo Falcão          | Natan Carreira    |       |

### Intérpretes
| Nome          | Ano       | Ref.  |
| ------------- | --------- | ----- |
| Celino Dias   | 2020      | [ 2 ] |
| Thiago Acácio | 2021-2022 |       |

### Coreógrafo
| Nome            | Ano   | Ref.  |
| --------------- | ----- | ----- |
| Marcus Mesquita | 2020- | [ 2 ] |

### Casal de Mestre-sala e Porta-bandeira
| Ano   | Nome                            | Ref.  |
| ----- | ------------------------------- | ----- |
| 2020- | Thuan Matheus e Marcela Tavares | [ 2 ] |
| 2021  | Diego Jenkins e Marcela Tavares |       |

### Corte de Bateria
| Período | Rainha de Bateria | Ref.  |
| ------- | ----------------- | ----- |
| 2020    | Lívia Portella    | [ 2 ] |
| 2021    | Ana Perrota       |       |

## Carnavais
| Ano | Colocação | Grupo | Enredo | Carnavalesco | Ref.        |
| --- | --- | --- | --- | --- | ----------- |
| 2020 | 5° lugar | Grupo de Avaliação (quinta divisão)                                                                                   | Nós somos a história                                                                                                  | Raphael Homem | [ 4 ] [ 5 ] |
| Inicialmente adiados para o mês de julho, os desfiles do Carnaval 2021 foram cancelados devido a pandemia de Covid-19 | Inicialmente adiados para o mês de julho, os desfiles do Carnaval 2021 foram cancelados devido a pandemia de Covid-19 | Inicialmente adiados para o mês de julho, os desfiles do Carnaval 2021 foram cancelados devido a pandemia de Covid-19 | Inicialmente adiados para o mês de julho, os desfiles do Carnaval 2021 foram cancelados devido a pandemia de Covid-19 | Inicialmente adiados para o mês de julho, os desfiles do Carnaval 2021 foram cancelados devido a pandemia de Covid-19 | [ 6 ]       |
| 2022 | 7° Lugar | Série Bronze (quarta divisão)                                                                                         | Forjados nas Cores do Guerreiro, Nosso Lema é Vencer ou Vencer                                                        | Raphael Homem e Pedro Machado                                                                                         | [ 7 ]       |
| 2023 | 9º Lugar | Série Bronze (Segunda-feira) (quarta divisão)                                                                         | Herdeiros de Chico Guanabara Compositores: Alexandre Araújo, Guilherme Salgueiro, Rodrigo Gauz e Leo Peres            | | [ 8 ]       |
| 2024 | 10º Lugar (Rebaixada)                                                                                                 | Série Bronze (Sábado) (quarta divisão)                                                                                | Guerreiros do Destino - A história de um ideal além dos tempos...                                                     | Wallace Amádo | [ 9 ]       |